# Тьягу Рафаел Мая Сілва
Тьягу Рафаел Мая Сілва (порт. Tiago Rafael Maia Silva, нар. 2 червня 1993, Лісабон) — португальський футболіст, півзахисник клубу «Віторія» (Гімарайнш).
Виступав, зокрема, за клуб «Белененсеш», а також олімпійську збірну Португалії.

## Клубна кар'єра
Вихованець юнацьких команд футбольних клубів «Олів́айш», «Бенфіка» та «Белененсеш».
У дорослому футболі дебютував 2012 року виступами за команду клубу «Белененсеш», в якій провів чотири сезони, взявши участь у 98 матчах чемпіонату. Більшість часу, проведеного у складі «Белененсеша», був основним гравцем команди.
До складу клубу «Фейренсе» на правах оренди приєднався 2016 року. Відтоді встиг відіграти за клуб з Санта-Марії-да-Фейри 56 матчів в національному чемпіонаті. 18 лютого 2018 року підписав із клубом однорічний контракт.
5 липня 2018 року Сілва підписав дворічну угоду з англійським клубом «Ноттінгем Форест».
3 жовтня 2020 року португалець перейшов до грецької команди «Олімпіакос». У складі останньої став чемпіоном Греції.
7 серпня 2021 року Сілва повернувся до Португалії, де підписав контракт з клубом «Віторія» (Гімарайнш).

## Виступи за збірні
Протягом 2013–2014 років залучався до складу молодіжної збірної Португалії. На молодіжному рівні зіграв у 9 офіційних матчах.
2016 року захищав кольори олімпійської збірної Португалії. У складі цієї команди провів 3 матчі. У складі збірної — учасник футбольного турніру на Олімпійських іграх 2016 року у Ріо-де-Жанейро.

## Титули і досягнення
- Чемпіон Греції (1):

«Олімпіакос»: 2020–21